# Formaldeide dismutasi
La formaldeide dismutasi è un enzima appartenente alla classe delle ossidoreduttasi, che catalizza la seguente reazione:
2 formaldeide ⇄ formato + metanolo
Formaldeide ed acetaldeide possono agire come donatori; formaldeide, acetaldeide e propanale possono agire come accettori.